# Stuart Armstrong
Stuart Armstrong (født 30. marts 1992) er en skotsk professionel fodboldspiller, som spiller for Major League Soccer-klubben Vancouver Whitecaps og Skotlands landshold.

## Klubkarriere

### Dundee United
Armstrong begyndte sin professionelle karriere med Dundee United, hvor han gjorde sin professionelle debut i 2010. Armstrong udviklede sig over de næste sæsoner til en essentiel del af Dundees mandskab, og han blev i 2013 kåret til årets unge spiller i den skotske Premiership af Scottish Football Writers' Association.
Armstrong fortsatte sit gode spil, og blev i 2013-14 sæsonen valgt til årets hold i den skotske Premiership.

### Celtic
Efter at have spillet præcis 150 kampe i alle tuneringer for Dundee United, så skiftede Armstrong i februar 2015 til Celtic. Han debuterede for Celtic den 11. februar, og scorede på sin debut.
Armstrong var en central del af Celtic mandskabet over de kommende 3,5 sæsoner, og han var med til at vinde 4 skotske mesterskaber i streg, samt Scottish Cup og Scottish League Cup 2 gange. Han blev to gange i løbet af sin tid hos Celtic inkluderet på årets hold i den skotske premiership, i 2014-15 sæsonen og 2016-17 sæsonen.

### Southampton
Armstrong skiftede i juni 2018 til engelske Southampton. Han debuterede for klubben den 12. august 2018.
Han spillede mere end 200 kampe for klubben, før han forlod ved kontraktudløb i juni 2024.

### Vancouver Whitecaps
Armstrong skiftede i september 2024 til canadiske Vancouver Whitecaps.

## Landsholdskarriere

### Ungdomslandshold
Armstrong har repræsenteret Skotland på U/19- og U/21-niveau.

### Seniorlandshold
Armstrong debuterede for Skotlands landshold den 26. marts 2017.

## Titler
Celtic
- Scottish Premiership: 4 (2014-15, 2015-16, 2016-17, 2017-18)
- Scottish Cup: 2 (2016-17, 2017-18)
- Scottish League Cup: 2 (2016-17, 2017-18)

Individuelle
- SFWA Årets unge spiller i Skotland: 1 (2012-13)
- Scottish Premiership Årets hold: 3 (2013-14, 2014-15, 2016-17)